# Ribbon
Ribbon（リボン) foi um grupo pop japonês formado por Hiromi Nagasaku (永作博美), Arimi Matsuno (松野有里巳) e Aiko Sato (佐藤愛子) durante os anos de 1989 a 1994. O grupo é bastante conhecido por ter gravado "Little Date" a segunda abertura do anime Ranma ½.

## Carreira Musical
A Ribbon foi formada em 1989. Inicialmente lideradas por Arimi Matsuno. O primeiro single intitulado: "リ ト ル ☆ デ イ ト/ Little Date" foi usado na segunda abertura do anime, Ranma ½. O estilo da banda variava entre o romântico e o cômico e a sonoridade tentava buscar as bandas de rock dos anos 50 e uma sonoridade mais dance-pop atual dos anos 80.
Conforme o tempo foi passando Hiromi Nagasaku foi se firmando como principal vocalista da banda. Apesar disso, Matsuno continuou sendo uma figura de destaque no grupo sendo a voz principal de várias músicas durante todo o período que a banda esteve ativa.  
Nos anos seguintes elas lançaram 7 álbuns de estúdio, tornando-os um dos grupos ídolos mais famosos da época. Mas apesar disso, a banda se separou em março de 1994.
As garotas seguiram carreira solo.
Hiromi Nagasaku se tornou atriz e segue em destaque na TV japonesa até os dias atuais. Arimi Matsuno se tornou a vocalista da banda japonesa Les 5-4-3-2-1, continuou fazendo participações na TV japonesa e se tornou instrutora de espotes e atividades aeróbicas. Aiko Sato também continuou na mídia japonesa na mesma época do final de Ribbon, mas se aposentou logo depois encerrando sua carreira artística.

## Discografia

### Álbuns
| 30 de maio de 1990     | Lucky Point             |
| 23 de janeiro de 1991  | Wonderful de Ikou!!     |
| 17 de julho de 1991    | Jessica                 |
| 18 de março de 1992    | R753                    |
| 17 de julho de 1992    | Knight                  |
| 20 de novembro de 1992 | Hoshi no Ki no Shita De |
| 3 de novembro de 1993  | Merry-Hurry             |